# Ратеш
Ратеш (порт. Rates)  —  район (фрегезия) в Португалии,  входит в округ Порту. Является составной частью муниципалитета  Повуа-де-Варзин. Находится в составе крупной городской агломерации Большой Порту. По старому административному делению входил в провинцию Дору-Литорал. Входит в экономико-статистический  субрегион Большой Порту, который входит в Северный регион. Население составляет 2539 человек на 2001 год. Занимает площадь 13,88 км².
Покровителем района считается Апостол Пётр (порт. Pedro de Rates). 

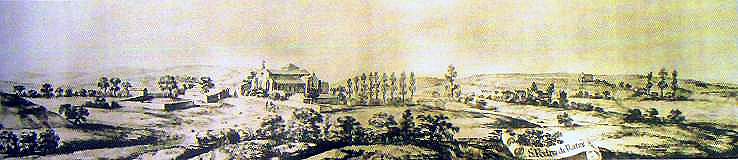